# Domino Presley
Domino Presley (Atlanta, Georgia; 8 de enero de 1987) es una actriz pornográfica y modelo de glamour transexual estadounidense.

## Biografía
Nació en la ciudad de Atlanta el 8 de enero de 1987. Se inició en la industria pornográfica en 2010, cumplidos los 20 años, después de pasar una temporada por diversos clubs de alterne donde actuaba como drag queen usando el nombre artístico de Jazmin Aviance.
Nada más internarse en la industria, su carrera fue incrementando y se hizo hueco como una de las actrices transexuales más cotizadas. En 2011 se alzó con el premio a la Modelo transexual del año de los Tranny Awards, donde cosechó otras dos nominaciones. Al año siguiente, su nombre sonó en los Premios AVN como Mejor transexual del año, así como en los Premios XBIZ. Nuevamente, en 2013 los Tranny Awards la nominaban por la Mejor actuación en solitario.
Domino ha trabajado con las principales productoras audiovisuales del sector pornográfico como Evil Angel, SheMale Club, Third World Media, Grooby Productions, Gender X, Trans500, Trans Angels, Transsensual, Devil's Film y Mancini Productions.
Como curiosidad, Presley comenta que su actor porno favorito es el español Nacho Vidal.
En 2019 se alzó con el Premio XBIZ a la Mejor escena de sexo en realidad virtual por su trabajo en Moving in, Putting Out.
Algunas películas de su filmografía son TS Cock Strokers 10, She-Male Police, Shemale Pornstar Domino Presley, She-Male Strokers 40 o USA T-Girls 3.
Ha rodado más de 140 películas hasta la actualidad.

## Premios y nominaciones
| Año  | Ceremonia                  | Resultado | Premio                                   | Trabajo                           |
| ---- | -------------------------- | --------- | ---------------------------------------- | --------------------------------- |
| 2011 | Tranny Awards              | Nominado  | Mejor actriz hardcore                    | —                                 |
| 2011 | Tranny Awards              | Ganadora  | Transexual del año                       | —                                 |
| 2011 | Tranny Awards              | Nominada  | Mejor actriz hardcore                    | —                                 |
| 2012 | Premios AVN                | Nominada  | Artista transexual del año               | —                                 |
| 2012 | Premios XBIZ               | Nominada  | Artista transexual del año               | —                                 |
| 2013 | Tranny Awards              | Nominada  | Mejor actriz transexual en solitario     | —                                 |
| 2015 | Transgender Erotica Awards | Nominada  | Mejor actriz transexual en solitario     | —                                 |
| 2016 | Tranny Awards              | Ganadora  | Bob’s Tgirls of the Year                 | —                                 |
| 2016 | Tranny Awards              | Ganadora  | Best Solo Model sponsored by FameDollars | —                                 |
| 2017 | Premios AVN                | Nominada  | Artista transexual del año               | —                                 |
| 2017 | Premios AVN                | Nominada  | Mejor escena de sexo transexual          | Tranny Vice                       |
| 2017 | Premios AVN                | Nominada  | Premio fan: Artista transexual favorita  | —                                 |
| 2017 | Tranny Awards              | Nominada  | Mejor escena                             | Tranny Vice                       |
| 2017 | Tranny Awards              | Nominada  | Mejor solo model                         | —                                 |
| 2017 | Tranny Awards              | Nominada  | Mejor personalidad de Internet           | —                                 |
| 2017 | Premios XBIZ               | Nominada  | Artista transexual del año               | —                                 |
| 2018 | Premios AVN                | Nominada  | Mejor escena de sexo transexual          | Jessica Drake Is Wicked           |
| 2018 | Premios AVN                | Nominada  | Premio fan: Mejor artista transexual     | —                                 |
| 2018 | Tranny Awards              | Nominada  | Mejor modelo hardcore                    | —                                 |
| 2018 | Tranny Awards              | Nominada  | Mejor escena                             | Jessica Drake is Wicked           |
| 2018 | Tranny Awards              | Nominada  | Mejor escena de realidad virtual         | Domino Presley: Superstar Edition |
| 2018 | Premios XBIZ               | Nominada  | Mejor escena de sexo en realidad virtual | Domino Presley: Superstar Edition |
| 2018 | Premios XCritic            | Nominada  | Artista transexual del año               | —                                 |
| 2019 | Premios AVN                | Nominada  | Artista transexual del año               | —                                 |
| 2019 | Premios AVN                | Nominada  | Mejor escena de sexo transexual          | Angels in Public                  |
| 2019 | Premios AVN                | Nominada  | Premio fan: Mejor artista transexual     | —                                 |
| 2019 | Premios AVN                | Nominada  | Premio fan: Camtrans favorita            | —                                 |
| 2019 | Premios XBIZ               | Nominada  | Artista transexual del año               | —                                 |
| 2019 | Premios XBIZ               | Ganadora  | Mejor escena de sexo en realidad virtual | Moving in, Putting Out            |
| 2019 | Premios XRCO               | Nominada  | Artista transexual del año               | —                                 |
| 2019 | Tranny Awards              | Nominada  | Best Hardcore Model                      | —                                 |
| 2019 | Tranny Awards              | Nominada  | Mejor escena chico-chica                 | Proposal                          |
| 2020 | Premios XBIZ               | Nominada  | Artista transexual del año               | —                                 |
| 2021 | Premios XBIZ               | Nominada  | Artista transexual del año               | —                                 |
| 2022 | Premios AVN                | Nominada  | Aparición mainstream del año             | —                                 |
| 2022 | Premios AVN                | Nominada  | Mejor escena de sexo con transexual      | TS Factor 14                      |
| 2022 | Premios XBIZ               | Nominada  | Mejor escena de sexo transexual          | TS Factor 14                      |
| 2023 | Premios AVN                | Nominada  | Aparición mainstream del año             | —                                 |
| 2024 | Premios AVN                | Nominada  | Aparición mainstream del año             | —                                 |
| 2025 | Premios AVN                | Nominada  | Aparición mainstream del año             | —                                 |